# 上杉氏定
上杉 氏定（うえすぎ うじさだ）は、室町時代前期の武士。扇谷上杉家当主。

## 略歴
小山田上杉家の上杉頼顕の子として誕生。諱の「氏」は鎌倉公方・足利氏満より賜ったものと考えられる。
父の兄弟である上杉顕定の養子となり後を継ぎ、鎌倉公方足利氏満・満兼・持氏の三代にわたって仕えた。応永23年（1416年）、上杉禅秀の乱が勃発した際、氏定は当初劣勢であった持氏方に合力するため出陣したが、上杉氏憲（禅秀）の反乱軍に敗れ重傷を負い、後に持氏らが鎌倉を退去する際は同道できずに同年10月8日、藤沢道場において自刃した。
家督は嫡男・持定が継承したがまもなく没し、次男・持朝がその後を継いだ。なお、江戸時代中期の第4代米沢藩主・上杉綱憲は、今川氏に嫁いだ氏定の娘の末裔に当たる（氏定 - 今川範政室 - 範忠 - 義忠 - 氏親 - 義元 - 氏真 - 範以 - 吉良義弥室 - 義冬 - 義央 - 上杉綱憲）。